# Antyneoplastony
Ten artykuł opisuje teorie, metody lub czynności niezgodne ze współczesną wiedzą medyczną.
Antyneoplastony – grupa peptydów, ich pochodnych oraz ich mieszanin. Obecne są we krwi i moczu ludzi, badane są jako potencjalne leki przeciwnowotworowe. Opisane zostały w 1967 roku przez Stanisława Burzyńskiego. W latach siedemdziesiątych Burzyński zasugerował, że w organizmach osób chorych na raka występują one na niższym poziomie. Wysunął hipotezę, że ich uzupełnienie może dać efekt terapeutyczny. W 1977 roku opatentował je i nazwał „antyneoplastonami”, a w 1980 roku opracował metodę ich syntezy chemicznej. Według Burzyńskiego antyneoplastony działają na zasadzie przełączników genów, włączają geny supresorowe, które uaktywniają program śmierci komórkowej, zabijając w ten sposób jedynie komórki rakowe bez uszkadzania komórek zdrowych. 

## Badania kliniczne
Według badań laboratoryjnych przeprowadzonych przez Burzyńskiego, antyneoplastony niszczą ludzkie komórki nowotworowe, nie mają natomiast wpływu na komórki nowotworowe u zwierząt. W badaniach japońskich stwierdzono, że do zahamowania rozwoju i zniszczenia ludzkich komórek raka wątroby potrzebne są wysokie dawki antyneoplastonów. W roku 1977 Burzyński otworzył Burzynski Clinic (Klinikę Burzyńskiego), w której rozpoczął terapię chorób nowotworowych antyneoplastonami.
Antyneoplastony badane były w badaniach klinicznych fazy I i II. W roku 2010 zarejestrowane zostało badanie fazy III, nie zostało ono jednak przeprowadzone i do roku 2013 brak jest tego typu badań, niezbędnych dla potwierdzenia skuteczności leku. FDA nie wydała zgody na stosowanie opartych na nich preparatów do leczenia jakiejkolwiek choroby, dopuściła jednak badania kliniczne antyneoplastonów w klinice Burzyńskiego; nie są one jednak randomizowane.
Mimo ponad 60 prób klinicznych otwartych od kilkudziesięciu lat, do tej pory Burzyńskiemu udało się ukończyć i opublikować wyniki tylko jednego z badań, które po analizie metodologicznej nie wskazują na skuteczność stosowanego leczenia.

## Skutki uboczne
W fazie I badań klinicznych zaobserwowano jedynie łagodne i krótkotrwałe efekty uboczne przyjmowania antyneoplastonów. W fazie II ujawniły się poważniejsze działania niepożądane, obejmujące zaburzenia układu nerwowego.

## Skuteczność terapii
W roku 1983 American Cancer Society opublikowało pracę wskazującą na nieskuteczność takiego leczenia. W 2004 roku w czasopiśmie „CA: A Cancer Journal for Clinicians”, leczenie antyneoplastonami nazwano „terapią o obalonej skuteczności”, a onkolodzy nazywali badania Burzyńskiego „wadliwymi” i „nonsensownymi naukowo”. Niezależnym naukowcom nie udało się powtórzyć pozytywnych wyników opublikowanych wcześniej przez Burzyńskiego. Za reklamowanie i wykorzystywanie antyneoplastonów w oficjalnie niezatwierdzonych kuracjach antynowotworowych Burzyńskiemu wytaczano procesy.